# ناحیه آلتو پارانا
ناحیه التو پارانا (به اسپانیایی: Alto Paraná Department) یک سکونتگاه مسکونی در پاراگوئه است که در شرق این کشور واقع شده‌است.

## خصوصیات
ناحیه التو پارانا ۱۴٬۸۹۵ کیلومترمربع مساحت و ۷۰۳٬۵۰۷ نفر جمعیت دارد.